# Імантс Калниньш
Імантс Калниньш (латис. Imants Kalniņš; 26 травня 1941, Рига) — радянський і латвійський композитор. Народний артист Латвійської РСР (1985). Працював із рок-гуртами «2 X BBM» і «Turaidas Roze».

## Біографія
Народився в Ризі. Брат — Вікторс Калниньш — письменник.
Закінчив музичну школу ім. Я. Мединя (1960) і Латвійську державну консерваторію ім. Я. Вітола (1964, клас композиції Адольфа Скулте). Одночасно активно займався рок-музикою.
Викладав в Лієпайській середній музичній школі (1964–1967). 
Творець музики до спектаклів в латвійських театрах, фільмів і мультфільмів Ризької кіностудії. 
Музика до кінострічки «Вій, вітерець!» (1973, реж. Гунар Піесіс) була відзначена на Всесоюзному кінофестивалі в Баку (1974). За музику до кінофільму «Соната над озером» (1976, реж. Г. Цилінскіс, В. Брасла) удостоєний звання лауреата державної премії Латвійської РСР (1977). 
Депутат латвійського Верховної Ради 1990–1993 рр.. від НФЛ і ДННЛ, пізніше 9-го Сейму від ДННЛ.

## Творчість
Автор опер, ораторій, симфоній, хорових пісень, музики до кінофільмів, мультфільмів (зокрема, режисерки Розе Стієбра), рок-музики (для створених та очолюваних рок-груп «2 X BBM» і «Turaidas Roze»). Писав насичену мелодизмом музику, в традиційній і сучасній манері, іноді поєднуючи обидва напрямки.

## Фільмографія
- «Дихайте глибше» (1967)
- «Казка про мідяк» (1969, мультфільм)
- «Пігмаліон» (1970, мультфільм)
- «Шубка їжачка» (Їжачковий одяг) (1972, мультфільм)
- «Вій, вітерець!» (1973)
- «Вірний друг Санчо» (1974)
- «Приморський клімат» (1974, к/м)
- «Діллі Даллі в країні Перпендікула» (1974, мультфільм)
- «Діллі Даллі у Мінку-парку» (1975, мультфільм)
- «Тринадцять» (1975, мультфільм)
- «Золоте сито» (1975, мультфільм)
- «Соната над озером» (1976)
- «Вітрила (фільм)» (1977)
- «Весняна путівка» (1978)
- «Соколик» (1978, мультфільм)
- «Твій син» (1978)
- «Ніч без птахів» (1979)
- «Заяча банька» (1979, мультфільм)
- «Як я їхав до діви Півночі» (1980, мультфільм)
- «Побажай мені нельотної погоди» (1980)
- «На межі століть» (1981)
- Бі«міні» (1981, мультфільм)
- «Забуті речі» (1982)
- «Голова Тереона» (1982)
- «Кам'янистий шлях» (1983)
- «У мене в кишені» (1983, мультфільм)
- «Горобчик» (1983, мультфільм)
- «Борг в любові» (1984)
- «Мій друг Сократик» (1984)
- «Витівки шибеника» (1985)
- «Хлопчик-мізинчик» (1985)
- «Пригоди старого двірника» (1985, мультфільм)
- «Свічка, яскрава як сонце» (1986)
- «Страх» (1986)
- «Айя» (1987)
- «Якщо ми це все перенесемо...» (1987)
- «Вікторія» (1988)
- «Про любов говорити не будемо» (1988)
- «Майя і Пайя» (1990)
- «Часи землемірів» (1991)
- «Солодкий смак отрути» (2001, Латвія)
- «Водяна бомба для кота-товстуна» (2004, Естонія, Латвія) та ін.

- Про творчість композитора зняті два сюжети в кіножурналі «Мистецтво» (1973, 1978) та документальний фільм «Imants Kalniņš» (реж. Б. Велдре, 1983)[5].

## Нагороди
- Народний артист Латвійської РСР (1985)
- Почесний член Латвійської Академії наук (1996), володар Великого музичного призу (головної латвійської музичної нагороди, 1997)
- Кавалер ордена Трьох зірок (1998)

## Сім'я
Був одружений з латиською актрисою театру і кіно Хелгою Данцбергою. Має трьох дітей, зокрема дочку Резію, також актрису, та сина Кристса - пастора лютеранської церкви. Сам Кальнинш 2015 прийняв мусульманство. 